# Об'єкт Хога
Об'єкт Хога — кільцеподібна галактика в сузір'ї Змії. Галактику названо на честь Артура Хога, який її відкрив.

## Загальні відомості
Галактику було відкрито 1950 року Артуром Хогом. Спочатку він вважав, що об'єкт є планетарною туманністю, потім дійшов думки, що це галактика, водночас припускаючи, що ядро та кільце навколо нього ніяк не пов'язані між собою. Для пояснення кільця Хог спочатку запропонував гіпотезу, що воно виникає завдяки ефекту гравітаційної лінзи, але подальші дослідження відкинули цю ідею, бо ядро та кільце мають однаковий червоний зсув, а досконаліші телескопи з часом відкрили складну структуру кільця, яку було б неможливо побачити в разі, якби воно було продуктом гравітаційної лінзи.
Відстань від Землі становить близько 600 млн світлових років (приблизно 184 мегапарсек). У центрі галактики розташовано зоряне скупчення з порівняно старих жовтих зір, яке оточено майже правильним кільцем із молодших блакитних зір. Розмір галактики — близько 100 тис. світлових років.

## Історія та формування
Особливість кільцеподібних галактик полягає в тому, що єдиного погляду на історію їх формування не існує. Відповідно до основної гіпотези, вони утворюються внаслідок проходження невеликої галактики через диск іншої, більшої .
Це утворює хвилю стискання в диску, що призводить до появи характерного кільцеподібного вигляду. Втім, в околицях об'єкта Хога немає ніякої іншої галактики, яка свого часу могла б стати «кулею». Крім того, ядро цієї галактики має дуже низьку швидкість відносно кільця, що також робить дуже малоймовірним застосування стандартної гіпотези утворення кільцеподібних галактик для пояснення процесу формування об'єкта Хога.
Ноа Брош висловив припущення, що об'єкт Хога може бути наслідком надзвичайної «нестабільності бару», яка виникла декілька мільярдів років тому в спіральній галактиці з перемичкою . Але Швейцер та інші  стверджують, що це малоймовірно, бо, поміж іншим, ядро об'єкта є кулястим, у той час як ядро спіральної галактики з перемичкою має форму диска.

## Цікаві факти
- Ще декілька галактик мають характеристики, схожі з об'єктом Хога, зокрема, і яскраве відокремлене зоряне кільце, але їх центри видовжені або мають форму поперечини і можуть дещо походити на спіраль. У той час як жодна з цієї дуже невеликої кількості галактик не походить на об'єкт Хога за симетрією, всі вони належать до одного типу — кільцеподібних галактик. Об'єкт Хога став першою відкритою кільцеподібною галактикою.
- Зверху між ядром та кільцем галактики можна побачити ще один подібний об'єкт, кільцеподібну галактику меншого розміру. Позаяк одночасне розташування двох таких вкрай рідкісних об'єктів в одному місці на небі має дуже низьку ймовірність, це породжує спекуляції, начебто менша кільцеподібна галактика є об'єктом Хога, видимим з іншого боку Всесвіту завдяки замкнутості останнього. Втім, ця гіпотеза існує лише на рівні припущень; крім того, на відміну від об'єкта Хога, менша галактика має видовжену форму.

## Інтернет-ресурси
- Об'єкт Хога.